# Ana María Vela Rubio
Ana María Vela Rubio (29 octobre 1901 – 15 décembre 2017) est une supercentenaire espagnole née à Puente Genil, en Andalousie. Devenue la doyenne espagnole la plus âgée de l'histoire le 6 juin 2016, elle a vécu jusqu'à 116 ans et 47 jours. À sa mort, elle était la troisième personne la plus âgée au monde, derrière Nabi Tajima et Chiyo Miyako. Elle est devenue la doyenne européenne à la mort d'Emma Morano le 15 avril 2017.

## Biographie
Ana María Vela Rubio est née à Puente Genil, près de Cordoue, en Espagne, le 29 octobre 1901. Orpheline dès son enfance, elle a travaillé dans une épicerie à Malaga, avant de devenir couturière à l'âge adulte. En 1950, elle s'est installée à Barcelone avec son conjoint. Elle n'a jamais épousé son compagnon, ses parents désapprouvant leur relation. Ils ont eu quatre enfants : Carmelita (décédée à 10 ans), Antonio, Ana, qui vivait avec elle, et Juan. 
En 2005, Vela-Rubio a été admise dans une maison de retraite à Barcelone, dans la région de Catalogne, en Espagne. Elle a souffert de démence à la fin de sa vie. Elle est décédée dans cette ville le 15 décembre 2017 à l'âge de 116 ans et 47 jours.